# Lahinja
El Lahinja es un río en la Carniola Blanca, la parte extrema del sudeste de Eslovenia. Tiene 34 kilómetros de longitud y se origina en varios manantiales cársicos al final de un valle de laderas empinadas entre los pueblos de Knežina, Belčji Vrh, y Mali Nerajec.
En su curso superior el río fluye hacia el norte en un lecho estrecho con un gradiente muy poco profundo, lo que resulta en el hecho de que serpentea significativamente. Todos sus principales afluentes se unen a él desde el oeste y todos ellos parten de manantiales cársicos. En Dragatús se une a él su principal afluente el arroyo Podturnščica, y en Črnomelj el arroyo Dobličica. Desde la desembocadura del arroyo Podturnščica el lecho del Lahinja es estrecho y de hasta 20 m de profundidad, con numerosas curvas. En las proximidades de una de ellas se encuentra el castillo de Gradac. Desde Črnomelj hasta Gradac el río no tiene afluentes en la superficie, pero aguas abajo de Gradac se le une el Krupa de gran volumen y flujo más rápido. Después de su confluencia con el Krupa, el Lahinja gira hacia el este. Se une a la Kolpa en Primostek.
La cuenca del río Lahinja es asimétrica porque recibe la mayoría de sus afluentes superficiales del lado derecho. Es una parte de la cuenca del Sava. El Parque Regional de Lahinja se extiende desde Knežina hasta Pusti Gradec, a lo largo de los primeros siete km del Lahinja.
- Datos: Q1578542
- Multimedia: Lahinja / Q1578542